# Rio dos Bois (vattendrag i Brasilien, Goiás, lat -18,59, long -50,03)
Rio dos Bois är ett vattendrag i Brasilien.   Det ligger i delstaten Goiás, i den sydöstra delen av landet, 400 km sydväst om huvudstaden Brasília.
Omgivningarna runt Rio dos Bois är en mosaik av jordbruksmark och naturlig växtlighet. Runt Rio dos Bois är det glesbefolkat, med 9 invånare per kvadratkilometer.